# Bathythrix areolaris
Bathythrix areolaris är en stekelart som först beskrevs av Joseph Augustine Cushman 1939.  Bathythrix areolaris ingår i släktet Bathythrix och familjen brokparasitsteklar. Inga underarter finns listade.